# Tayeb Foussi
Moulay Tayeb Foussi est un footballeur international algérien né le 7 février 1967 à Oran. Il évoluait au poste d'arrière droit.

## Biographie
Moulay Tayeb Foussi reçoit une seule et unique sélection en équipe d'Algérie. Il s'agit d'un match amical disputé contre la Tunisie, le 1er novembre 1989 (score : 0-0).
En club, il joue en faveur du MC Oran pendant dix saisons, puis avec l'ASM Oran pendant six saisons. Il remporte notamment avec le MC Oran, trois titres de champion d'Algérie.

## Palmarès
- Champion d'Algérie en 1988, 1992 et 1993 avec le MC Oran
- Vice-champion d'Algérie en 1987, 1990, 1995 et 1996 avec le MC Oran
- Vainqueur de la Coupe d'Algérie en 1996 avec le MC Oran
- Vainqueur de la Coupe de la Ligue d'Algérie en 1996 avec le MC Oran
- Finaliste de la Supercoupe d'Algérie en 1992 avec le MC Oran
- Finaliste de la Coupe des clubs champions africains en 1989 avec le MC Oran